# Keep Your Hands Off My Baby
"Keep Your Hands Off My Baby" is een nummer van de Amerikaanse zangeres Little Eva. In 1962 werd het nummer uitgebracht als single.

## Achtergrond
"Keep Your Hands Off My Baby" is geschreven door Gerry Goffin en Carole King en geproduceerd door Goffin. Het werd uitgebracht als de opvolger van Eva's nummer 1-hit "The Loco-Motion". De single bereikte de twaalfde plaats in de Amerikaanse Billboard Hot 100 en de dertigste plaats in de Britse UK Singles Chart.
"Keep Your Hands Off My Baby" is gecoverd door een aantal artiesten. De bekendste cover is afkomstig van The Beatles, die het op 22 januari 1963 opnamen voor Saturday Club, een radioprogramma van de BBC. Deze opname werd vier dagen later uitgezonden. De band speelde het een maand later ook tijdens een Britse tournee. De opname werd in 1994 officieel uitgebracht op het album Live at the BBC. Andere artiesten die het hebben gecoverd, zijn Skeeter Davis, Wayne Fontana met The Mindbenders, Lindisfarne, Kirsty MacColl (in 1981 uitgebracht als single), Ol' 55, Helen Shapiro en The Trashmen.